# Georg Joseph Vogler
Georg Joseph Vogler (Würzburg, 15 de juny de 1749 - Darmstadt, 6 de maig de 1814) fou un eclesiàstic i compositor alemany.
Era fill d'un constructor d'instruments de corda ja des de molt infant mostra molt bona disposició pels estudis literaris i musicals. S'educà al col·legi de jesuïtes de la seva vila natal i després fou enviat a Bolonya on va rebre algunes lliçons del pare Martini. Posteriorment es traslladà a Pàdua, on simultaniejà la teologia amb la composició i on va tenir per professor Francesco Antonio Vallotti. Finalment va passar a Roma per a ordenar-se sacerdot. El 1775 s'establí a Mannheim i allà fundà una escola de música, per a la qual ideà un mètode d'ensenyança. Ensems aconseguí la plaça de capellà i segon mestre de capella de la cort. La seva escola aconseguí en molt poc temps un alt grau de prosperitat. Hi tingué entre d'altres alumnes a Friedrich Wilhelm Pixis (senior), i prosperà tant que, el 1779, en ésser traslladada la cort a Múnic, Vogler continuà residint a Mannheim.

## Comença a viatjar
El 1783 emprengué una llarga sèrie de viatges i visità primerament París, on la seva òpera La Kermesse fracassà lamentablement. De París es traslladà a Espanya i després a Orient i el 1786 es trobava a Estocolm com a mestre de capella i director d'una escola de música, càrrecs que exercí fins al 1789, si bé gaudint de llargues llicències, que emprava en viatjar per donar a conèixer el seu sistema d'orgue simplificat. Amb aquest motiu portava sempre amb ell un petit orgue, que denominava orchestrion, amb el qual obtenia bellíssims efectes, el que li valgué grans triomfs com a concertista i inventor, especialment a Dinamarca, Anglaterra i Països Baixos, si bé que la crítica es dividí vers la vàlua de l'orchestrion. Doncs mentre uns el lloaven fins a l'exageració, altres el combatien amb senya, arribant a dir els últims que els elogis havien estat redactats pel mateix Vogler.

## Assentament a Darmstadt
El 1807 acceptà el lloc de mestre de capella a Darmstadt, on també fundà una escola de música, de la qual sortiren, entre altres alumnes il·lustres com Paul Anton Winneberger, Johann Gänsbacher, Johan Fredrik Berwald, Anton Bayer, Franz Anton Dimmler, Friedrich Dionís Weber, Karl Jacob Wagner, Johann Nepomuk Schelble, Berndhart Anselm Weber, Meyerbeer i el violinista Wilhelm Mangold. Se solia acusar en Vogler de treballar més pel profit que per la glòria, i malgrat que és cert que sempre tractà de posar en relleu les seves qualitats, aquestes eren innegables, sobretot com a teòric i professor. Coma compositor fou més fecund que original, especialment en la música dramàtica, que abordà en diferents ocasions, amb escassa fortuna.

## Òperes
- Der Kaufmann von Smyrna (Magúncia, 1780)
- Albert III von Bayern (Múnic, 1781)
- Erwin und Elvira (Darmstadt, 1781, i París 1782)
- Eglé (Estocolm, 1783)
- Kastor und Pollux (Múnic, 1784)
- Gustaf Adolf och Ebba Brahe 1788)
- Gustav Adolf (Estocolm, 1792)
- Hermann von Unna (1794)
- Der Admiral (Darmstadt, 1810)
- Lampedo melodrama
- Ino cantata, etc.

Les seves composicions religioses, molt apreciades en la seva època, consten de salms, motets, misses, rèquiem, himnes, misereres, tedèums, salves, simfonies, nombroses obertures, concerts per a piano i instruments d'arc, altres obres per a piano, preludis i corals per a orgue…

## Obres teòriques
- Tonwissenschaft und Tonsetzkunst (1776)
- Stimmbilddungskunst (1776)
- Kurpsälzische Tonschule (1778)
- Mannheimer Tonschule'', reimpressió en un sol volum dels tres anteriors.
- Essai de diriger le goûl des amateurs (1782)
- Inledning til harmoniens Könnedom (Estocolm, 1795)
- Mètode de piano i baix xifrat (1797)
- Mètode d'orgue (1797)
- Choralsistem (Copenague, 1800)
- Data zur Akustik (1801)
- Handbuch zur Harmonielehre (1802)
- Ueber die Harmonische Akustik (1807)
- Gründliche Anweisung sum Klavierstimmen (1807)
- Deutsche Kirchenmusik (1807)
- Ueber Choral-und Kirchengesänge (1814)
- System für den Fugenbau

De 1778 a 1781 dirigí la revista mensual Betrachtungen der Mannheimer Tonschule.